# Трансерфінг реальності
Трансерфінг реальності (рос. Трансерфинг реальности) — псевдонаукова езотерична концепція створена російським автором Вадимом Зеландом, що описує методи управління реальністю через свідомий вибір думок, емоцій і намірів. Концепція базується на ідеї, що реальність складається з безлічі паралельних варіантів подій, так званого «простору варіантів», і людина може свідомо обирати бажаний сценарій життя, керуючи своєю увагою та енергією. Трансерфінг не має наукового підтвердження і часто критикується за використання псевдонаукових інтерпретацій квантової фізики та психології. Незважаючи на критику, концепція здобула популярність у російськомовному середовищі серед прихильників саморозвитку.